# Косяк Перельмана
Косяк Перельмана — дебют в русских шашках. Возникает из дебюта косяк (точнее — классический косяк) после ходов 1.cb4 fg5. 2.gf4 gf6 3.bc3 bc5. 4.ba5 gh4. 5.cb4 fg5. В Косяке Перельмана белые получают тяжелую игру.
После 6.ab2 "положение белых очень тяжелое. И вряд ли у них есть шансы на спасение" (Высоцкий В. М., Горин А. П. Дебютная энциклопедия по русским шашкам. Том 2. Системы с 1.c3-b4. Дебюты: Косяк, Обратный косяк, Отказанный косяк, Обратная городская партия. —  М.: 2005. —  С.84). После 6.ab2 ничья у белых есть. Это подтверждают шашечные программы.
После 6.hg3 ef6 у белых форсированный проигрыш (анализ приведен в книге: Высоцкий В. М., Горин А. П. Дебютная энциклопедия по русским шашкам. Том 2. Системы с 1.c3-b4. Дебюты: Косяк, Обратный косяк, Отказанный косяк, Обратная городская партия .—  М.: 2005. — С. \10-114).
Наиболее приемлем вариант 6.dc3.
Название дебют получил по фамилии шашиста Петра Перельмана.